# João Morais
João Morais (6. března 1935 Cascais – 27. dubna 2010, Vila do Conde) byl portugalský fotbalista, záložník.

## Fotbalová kariéra
Začínal v týmu Caldas SC. Na klubové úrovní hrál v portugalské lize dále za SC União Torreense a Sporting Lisabon. Se Sportingem Lisabon vyhrál dvakrát portugalskou ligu a jednou portugalský fotbalový pohár. Aktivní kariéru zakončil v nižších soutěžích v týmech Rio Ave FC a FC Paços de Ferreira. V Poháru mistrů evropských zemí nastoupil v 11 utkáních a dal 2 góly, v Poháru vítězů pohárů nastoupil ve 13 utkáních a dal 2 góly a v roce 1964 pohár se Sportingem vyhrál a ve Veletržním poháru nastoupil v 7 utkáních a dal 1 gól. Na Mistrovství světa ve fotbale 1966 nastoupil ve 3 utkáních a s portugalskou reprezentací získal bronzové medaile za třetí místo. Za portugalskou reprezentaci nastoupil v letech 1966–1967 v 9 utkáních.

## Ligová bilance
| Ročník                        | Zápasy | Góly | Klub               |
| ----------------------------- | ------ | ---- | ------------------ |
| 2. portugalská liga 1954/1955 | -      | -    | Caldas SC          |
| 1. portugalská liga 1955/1956 | -      | -    | Caldas SC          |
| 1. portugalská liga 1956/1957 | 16     | 7    | SC União Torreense |
| 1. portugalská liga 1957/1958 | 25     | 11   | SC União Torreense |
| 1. portugalská liga 1958/1959 | 17     | 3    | Sporting Lisabon   |
| 1. portugalská liga 1959/1960 | 7      | 1    | Sporting Lisabon   |
| 1. portugalská liga 1960/1961 | 6      | 0    | Sporting Lisabon   |
| 1. portugalská liga 1961/1962 | 26     | 13   | Sporting Lisabon   |
| 1. portugalská liga 1962/1963 | 26     | 18   | Sporting Lisabon   |
| 1. portugalská liga 1963/1964 | 23     | 5    | Sporting Lisabon   |
| 1. portugalská liga 1964/1965 | 16     | 3    | Sporting Lisabon   |
| 1. portugalská liga 1965/1966 | 23     | 4    | Sporting Lisabon   |
| 1. portugalská liga 1966/1967 | 26     | 2    | Sporting Lisabon   |
| 1. portugalská liga 1967/1968 | 1      | 0    | Sporting Lisabon   |
| 1. portugalská liga 1968/1969 | 21     | 1    | Sporting Lisabon   |
| CELKEM 1. portugalská liga    | -      | -    |                    |